# جوانا مک‌کالوم
جوانا مک‌کالوم (انگلیسی: Joanna McCallum؛ زادهٔ ۲۷ ژوئن ۱۹۵۰) هنرپیشه تئاتر، فیلم و تلویزیون اهل انگلستان است. او دختر هنرپیشهٔ انگلیسی گوگی ویدرز و هنرپیشهٔ استرالیایی جان مک‌کالم است.
از فیلم‌ها و مجموعه‌های تلویزیونی که او در آن به ایفای نقش پرداخت می‌توان به پوآرو (مجموعه تلویزیونی) - ماجرای اسرارآمیز در استایلز (۱۹۹۰)، تام و ویو (۱۹۹۴)، و شهر هالبی (۲۰۰۳) اشاره کرد.